# Sistema de gestió de bateries
Un sistema de gestió de bateries (en anglès, battery management system, BMS) és qualsevol sistema electrònic que gestiona una bateria recarregable (cèl·lula o paquet de bateries), com ara protegir la bateria perquè no funcioni fora de la seva àrea operativa segura., supervisar el seu estat, calcular dades secundàries, informar-les, controlar el seu entorn, autenticar-les i / o equilibrar -les.
Un paquet de bateries integrat amb un sistema de gestió de bateries amb un bus de dades de comunicació extern és una bateria intel·ligent. Un carregador de bateria intel·ligent ha de carregar una bateria intel·ligent .

## Funcions

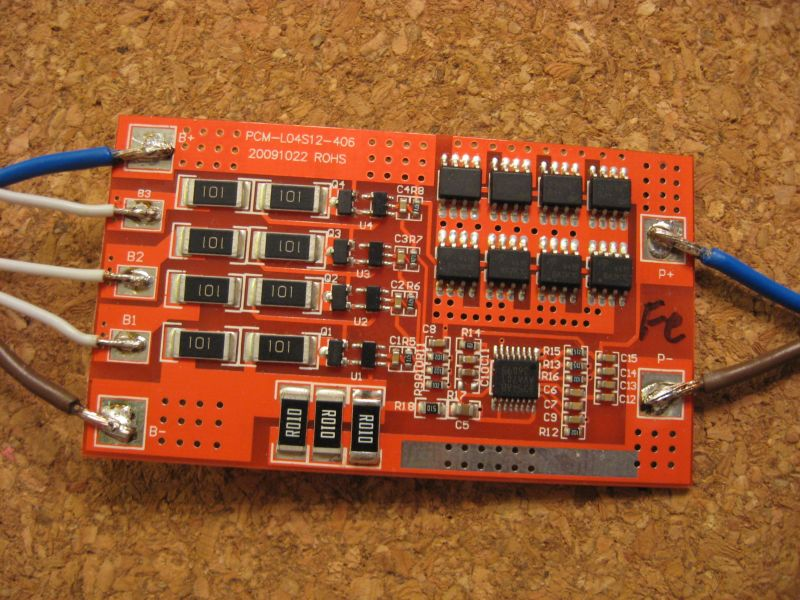
Circuit de seguretat per a bateries LiFePO4 de 4 cel·les amb equilibrador

### Monitor
Un BMS pot controlar l'estat de la bateria tal com ho representen diversos elements, com ara:
- Voltatge: tensió total, tensions de cèl·lules individuals o tensió d’aixetes periòdiques
- Temperatura: temperatura mitjana, temperatura d’entrada del refrigerant, temperatura de sortida del refrigerant o temperatures de cèl·lules individuals
- Flux de refrigerant: per a bateries refrigerades per aire o fluid
- Corrent: corrent dins o fora de la bateria

### Sistemes de vehicles elèctrics: recuperació d’energia
- El BMS també controlarà la recàrrega de la bateria redirigint l'energia recuperada (és a dir, de la frenada regenerativa) cap al paquet de bateries (normalment compost per diversos mòduls de bateria, cadascun compost per un nombre de cel·les).

Els sistemes de gestió tèrmica de la bateria poden ser passius o actius i el medi de refrigeració pot ser aire, líquid o algun canvi de fase. La refrigeració per aire és avantatjosa per la seva simplicitat. Aquests sistemes poden ser passius, depenent només de la convecció de l'aire circumdant, o actius, utilitzant ventiladors per al flux d'aire. Comercialment, Honda Insight i Toyota Prius utilitzen refrigeració activa per aire de les seves bateries.  El principal desavantatge del refredament per aire és la seva ineficiència. Per fer funcionar el mecanisme de refrigeració s’han d’utilitzar grans quantitats d’energia, molt més que el refredament actiu amb líquid.  Els components addicionals del mecanisme de refrigeració també afegeixen pes al BMS, reduint l'eficiència de les bateries utilitzades per al transport.
El refredament líquid té un potencial de refrigeració natural més alt que el refredament per aire, ja que els refrigerants líquids solen tenir conductivitats tèrmiques més altes que l’aire. Les bateries es poden submergir directament al refrigerant o bé el refrigerant pot fluir a través del BMS sense contactar directament amb la bateria. El refredament indirecte pot generar grans gradients tèrmics a través del BMS a causa de l’augment de la longitud dels canals de refrigeració. Això es pot reduir bombant el refrigerant més ràpidament pel sistema, creant una compensació entre la velocitat de bombament i la consistència tèrmica.

### Càlcul
A més a més, un BMS pot calcular valors basats en els ítems anteriors, com ara: 
- Voltatge: tensió cel·lular mínima i màxima
- Estat de càrrega (SOC) o profunditat de descàrrega (DOD), per indicar el nivell de càrrega de la bateria
- Estat de salut (SOH), una mesura definida de manera diferent de la capacitat restant de la bateria en% de la capacitat original
- Estat de potència (SOP), la quantitat de potència disponible per a un interval de temps definit donat l’ús d’energia actual, la temperatura i altres condicions
- Estat de seguretat (SOS)
- Corrent de càrrega màxim com a límit de corrent de càrrega (CCL)
- Corrent de descàrrega màxim com a límit de corrent de descàrrega (DCL)
- Energia [kWh] lliurada des de l'últim càrrec o cicle de càrrega
- Impedància interna d'una cèl·lula (per determinar la tensió del circuit obert)
- Càrrega [Ah] lliurada o emmagatzemada (de vegades aquesta funció s'anomena comptador de Coulomb)
- Energia total lliurada des del primer ús
- Temps total de funcionament des del primer ús
- Nombre total de cicles

### Comunicació
El controlador central d’un BMS es comunica internament amb el maquinari que funciona a nivell de cel·la o externament amb maquinari d’alt nivell com ara ordinadors portàtils o un HMI .
La comunicació externa d’alt nivell és senzilla i utilitza diversos mètodes: 
- Diferents tipus de comunicacions sèrie.
- Comunicacions de bus CAN, que s’utilitzen habitualment en entorns d’automoció.
- Diferents tipus de comunicacions sense fils.[4]

Els BMS centralitzats de baixa tensió majoritàriament no tenen cap comunicació interna.
Els BMS distribuïts o modulars han d’utilitzar alguna comunicació de control intern de cel·la (arquitectura modular) o controlador-controlador (arquitectura distribuïda) de baix nivell. Aquest tipus de comunicacions són difícils, sobretot per als sistemes d’alta tensió. El problema és el canvi de tensió entre cèl·lules. El primer senyal de terra de la cèl·lula pot ser centenars de volts més alt que l’altre senyal de terra de la cèl·lula. A part dels protocols de programari, hi ha dues maneres conegudes de comunicació de maquinari per als sistemes de canvi de voltatge, l’aïllador òptic i la comunicació sense fils. Una altra restricció per a les comunicacions internes és el nombre màxim de cel·les. Per a l'arquitectura modular, la majoria de maquinari està limitat a un màxim de 255 nodes. Per als sistemes d’alta tensió, el temps de cerca de totes les cel·les és una altra restricció, que limita la velocitat mínima del bus i perd algunes opcions de maquinari. El cost dels sistemes modulars és important, perquè pot ser comparable al preu de la cèl·lula. La combinació de restriccions de maquinari i programari resulta que són algunes opcions per a la comunicació interna:
- Comunicacions en sèrie aïllades
- comunicacions sèrie sense fils

### Protecció

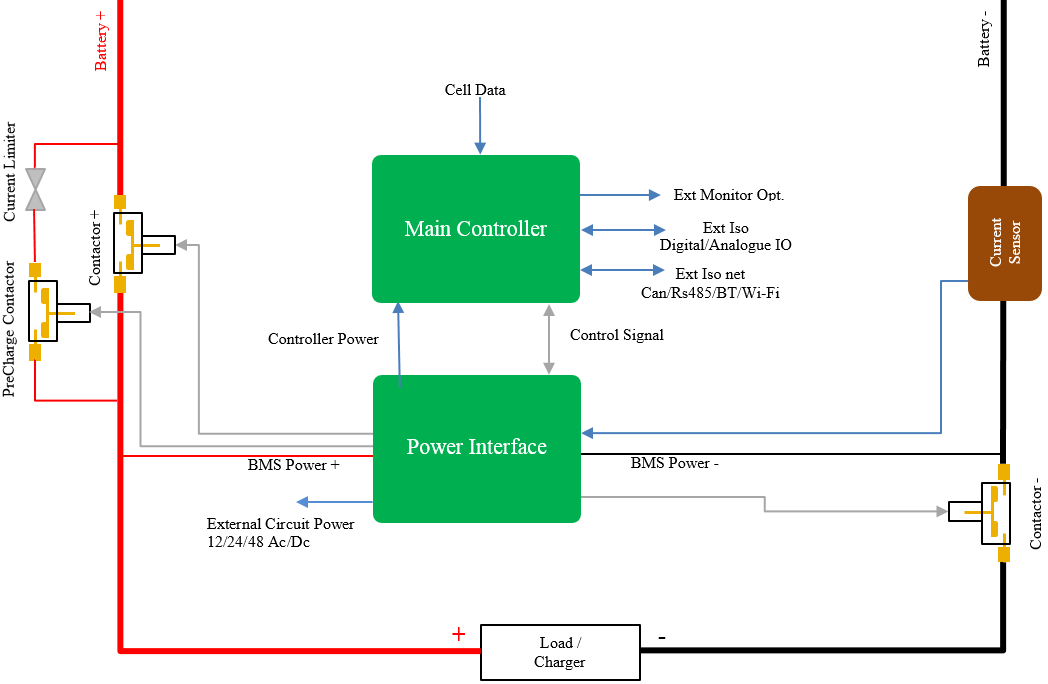
Controlador principal de BMS

Un BMS pot protegir la seva bateria evitant que funcioni fora de la seva àrea operativa segura, com ara: 
- Sobrecorrent (pot ser diferent en els modes de càrrega i descàrrega)
- Sobretensió (durant la càrrega), especialment per a les cèl·lules de plom-àcid i d'ió Liti
- Subtensió (durant la descàrrega)
- Sobre-temperatura
- Sota temperatura
- Sobrepressió (bateries NiMH)
- Detecció de falla a terra o corrent de fuita (sistema que controla que la bateria d’alta tensió estigui desconnectada elèctricament de qualsevol objecte conductor que es pugui utilitzar com a carrosseria del vehicle)

El BMS pot evitar que funcioni fora de la zona d’operació segura de la bateria mitjançant:
- Inclou un commutador intern (com un relé o un dispositiu d’estat sòlid) que s’obre si la bateria funciona fora de la seva àrea d’operació segura
- Sol·licitar que els dispositius als quals està connectada la bateria es redueixin o fins i tot finalitzin amb la bateria.
- Control actiu del medi ambient, com ara mitjançant escalfadors, ventiladors, aire condicionat o refrigeració per líquids Controlador principal de BMS

### Connexió de la bateria al circuit de càrrega
Un BMS també pot incloure un sistema de precàrrega que permet una manera segura de connectar la bateria a diferents càrregues i eliminar els corrents d’entrada excessius per carregar els condensadors.
La connexió a càrregues es controla normalment mitjançant relés electromagnètics anomenats contactors. El circuit de precàrrega pot ser resistències de potència connectades en sèrie amb les càrregues fins que es carreguen els condensadors. Alternativament, es pot utilitzar una font d’alimentació en mode commutat connectada en paral·lel a càrregues per carregar la tensió del circuit de càrrega fins a un nivell prou proper a la tensió de la bateria per tal de permetre tancar els contactors entre la bateria i el circuit de càrrega. Un BMS pot tenir un circuit que pot comprovar si un relé ja està tancat abans de la precàrrega (a causa de la soldadura, per exemple) per evitar que es produeixin corrents d’entrada.

### Equilibri

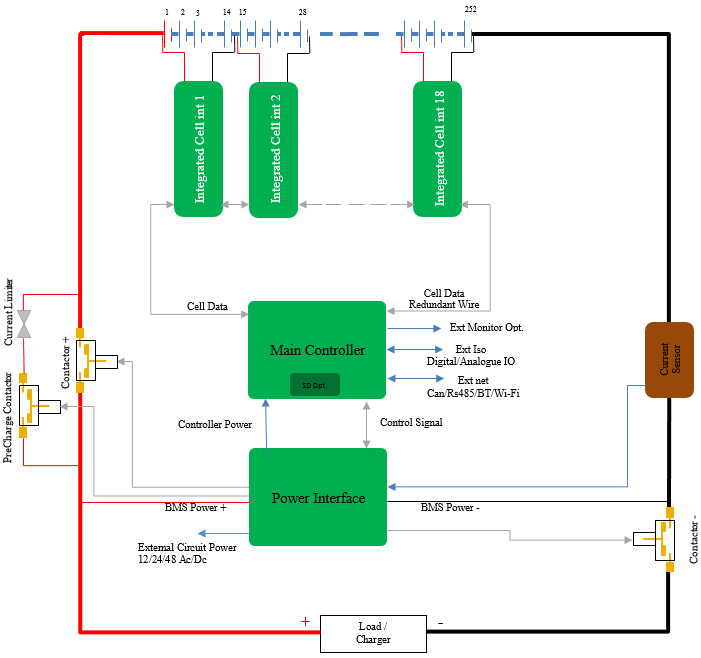
Sistema de gestió de bateries distribuïdes
Per tal de maximitzar la capacitat de la bateria i evitar una sobrecàrrega o sobrecàrrega localitzada, el BMS pot garantir activament que totes les cel·les que componen la bateria es mantinguin al mateix voltatge o estat de càrrega, mitjançant un equilibri. El BMS pot equilibrar les cèl·lules mitjançant:
- Perdre energia de les cèl·lules més carregades connectant-les a una càrrega (com ara mitjançant reguladors passius)
- Barrejar energia des de les cèl·lules més carregades a les cel·les menys carregades (equilibradors)
- Reduir el corrent de càrrega a un nivell prou baix que no danyarà les cel·les completament carregades, mentre que les cel·les menys carregades poden continuar carregant-se (no s’aplica a les cel·les químiques de liti)

## Topologies

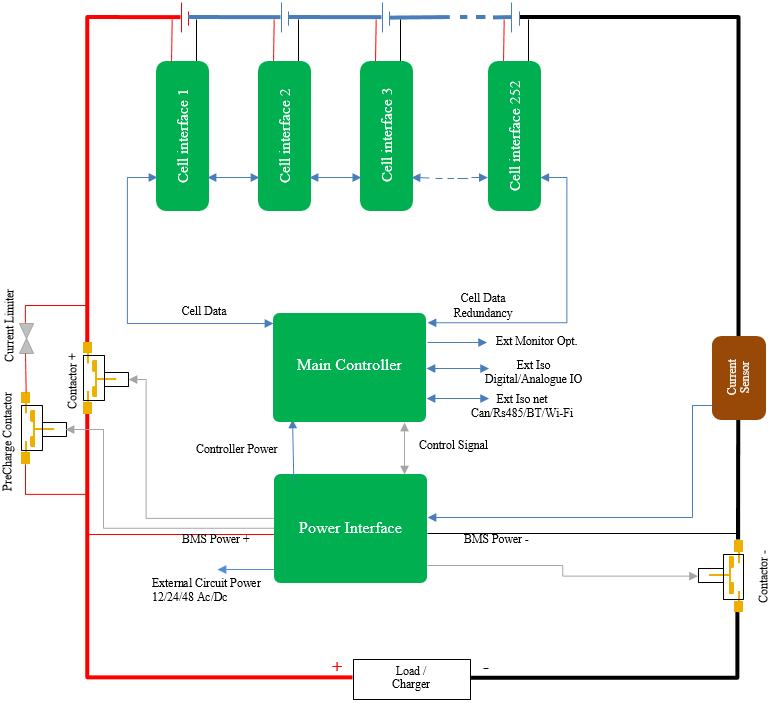
Mòdul de transferència de dades per cable

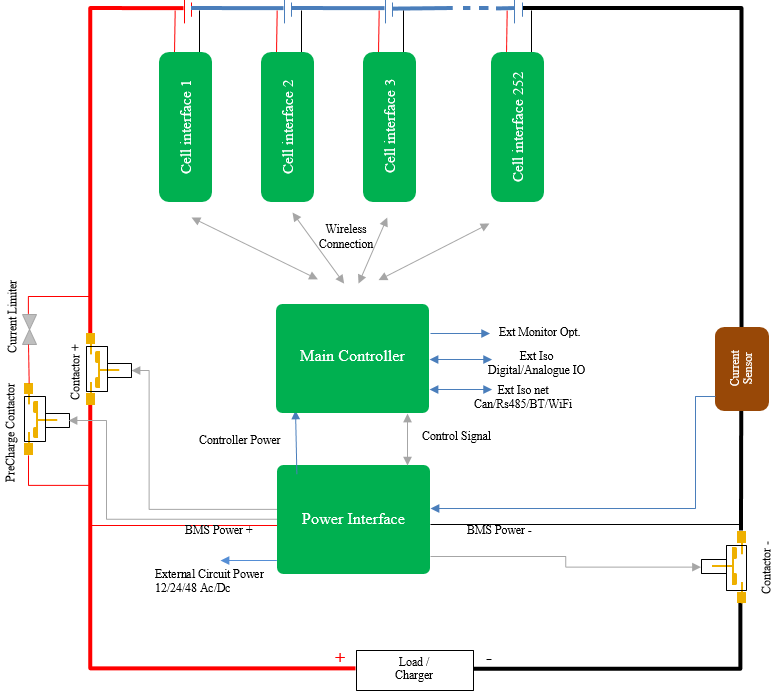
Comunicació sense fils BMS

La tecnologia BMS varia en complexitat i rendiment:
- Els reguladors passius simples aconsegueixen un equilibri entre bateries o cèl·lules saltant el corrent de càrrega quan el voltatge de la cèl·lula arriba a un nivell determinat. La tensió de la cèl·lula és un indicador deficient del SOC de la cèl·lula (i per a certes químiques de liti com LiFePO4 no és cap indicador), per tant, fer que les tensions de les cèl·lules siguin iguals mitjançant reguladors passius no equilibra el SOC, que és l'objectiu d'un BMS. Per tant, aquests dispositius, tot i que són certament beneficiosos, tenen severes limitacions en la seva efectivitat.
- Els reguladors actius activen i desactiven una càrrega de manera intel·ligent quan escau, de nou per aconseguir un equilibri. Si només s’utilitza la tensió de la cel·la com a paràmetre per habilitar els reguladors actius, s’aplicaran les mateixes restriccions esmentades anteriorment per als reguladors passius.
- Un BMS complet també informa de l'estat de la bateria a la pantalla i protegeix la bateria.

Les topologies BMS es divideixen en 3 categories:
- Centralitzat: un únic controlador està connectat a les cel·les de la bateria mitjançant una multitud de cables
- Distribuïda: s’instal·la una placa BMS a cada cel·la, amb un sol cable de comunicació entre la bateria i un controlador
- Modular: uns quants controladors, cadascun manipulant un nombre determinat de cel·les, amb comunicació entre els controladors

Els BMS centralitzats són els més econòmics, els menys extensibles i estan plagats de multitud de cables. Els BMS distribuïts són els més cars, més senzills d’instal·lar i ofereixen el muntatge més net. Els BMS modulars ofereixen un compromís de les característiques i problemes de les altres dues topologies.
Els requisits per a un BMS en aplicacions mòbils (com ara vehicles elèctrics) i aplicacions estacionàries (com ara SAI de reserva en una sala de servidors)) són força diferents, especialment dels requisits de restricció d’espai i pes, de manera que les implementacions de maquinari i programari s’han d’adaptar a l’ús específic. En el cas de vehicles elèctrics o híbrids, el BMS només és un subsistema i no pot funcionar com a dispositiu independent. Ha de comunicar-se amb almenys un carregador (o una infraestructura de càrrega), un subsistema de càrrega, gestió tèrmica i parada d’emergència. Per tant, en un bon disseny de vehicles, el BMS està estretament integrat amb aquests subsistemes. Algunes petites aplicacions mòbils (com ara carretons d’equips mèdics, cadires de rodes motoritzades, scooters i elevadors de forquilles) sovint disposen de maquinari de càrrega extern, tot i que el BMS a bord ha de tenir una integració de disseny ajustada amb el carregador extern.
S’utilitzen diversos mètodes d’ equilibri de la bateria, alguns d’ells basats en la teoria de l'estat de càrrega .